# 黃頴灝
黃頴灝（英語：Allan Wong Wing-ho，1980年—），香港政治人物，現為民主思路聯席召集人（內務及地區事務），香港元朗區議會委任議員，元朗區防火委員，香港再出發大聯盟共同發起人，中電客戶元朗區諮詢委員會成員。

## 背景
黃頴灝早年就讀元朗商會中學，在香港大學畢業後在元朗博愛醫院歷屆總理聯誼會梁省德學校任職資訊科教師兩年。2018年加入民主思路。2019年，參選區議會選舉，角逐元朗區議會錦綉花園選區議席落敗。2021年，參選2021年香港立法會選舉，角逐新界東北選區議席落敗。2023年為民主思路聯席召集人（內務及地區事務），同年12月12日，行政長官李家超委任179名委任區議員，黃頴灝成為第七屆元朗區議會委任議員。

## 個人生活
黃頴灝已婚，婚後育有一名女兒及一名兒子。

## 參與節目
- 2017年 經緯線 - 掃膠（一）（nowTV）
- 2017年12月4日 鏗鏘集 - 廢膠圍城（無綫電視）

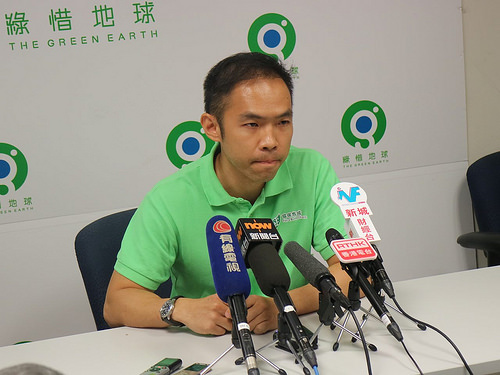
2017年，黃頴灝召開記者會
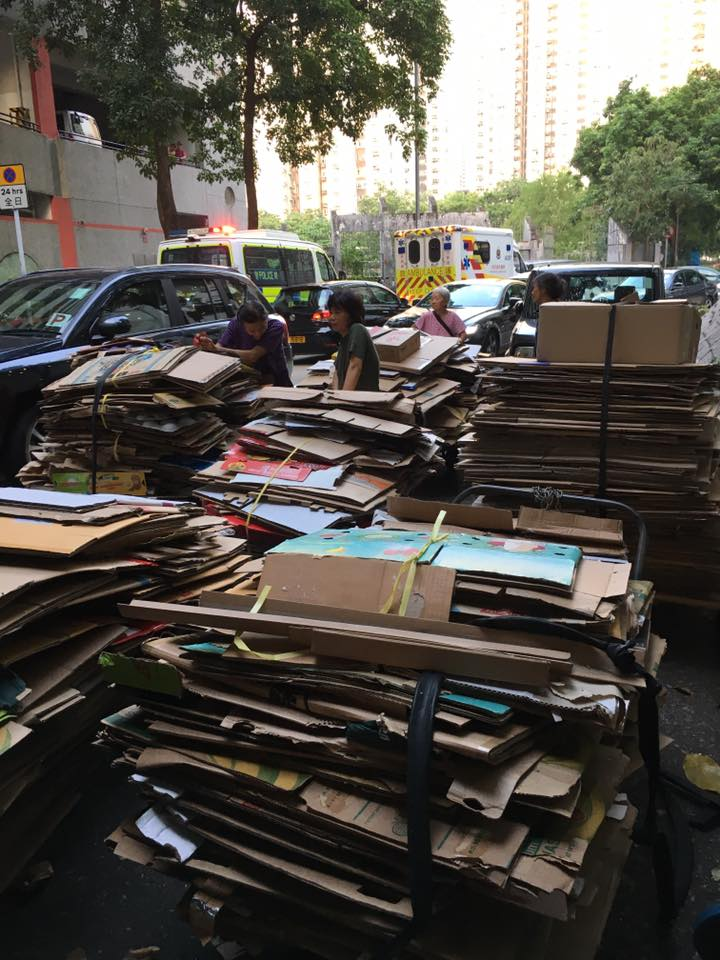
向拾荒者回收廢紙

## 外部連結
- 黃頴灝的Facebook專頁
- 回收商停收廢紙一周 環團籲各界減廢應對 2017-09-15（页面存档备份，存于）